# پرپاریم هتمای
پرپاریم هتمای (فنلاندی: Përparim Hetemaj؛ زادهٔ ۱۲ دسامبر ۱۹۸۶) بازیکن فوتبال اهل فنلاند است.
از باشگاه‌هایی که در آن بازی کرده‌است می‌توان به باشگاه فوتبال هلسینکی، باشگاه فوتبال کیه‌وو ورونا، باشگاه فوتبال توئنته، باشگاه فوتبال برشا، و باشگاه فوتبال آ. ا. ک آتن اشاره کرد.
وی همچنین در تیم‌های ملی فوتبال زیر ۲۱ سال فنلاند، و فنلاند بازی کرده‌است.